# Закон Гласса — Стиголла
Банковский закон 1933 года (англ. Banking Act of 1933), называемый также по фамилиям его инициаторов законом Гласса — Стиголла (англ. Glass—Steagall Act), — федеральный законодательный акт, подписанный Президентом США 16 июня 1933 года и вплоть до конца XX века определивший облик американской банковской системы, запретив коммерческим банкам заниматься инвестиционной деятельностью, существенно ограничив право банков на операции с ценными бумагами и введя обязательное страхование банковских вкладов.

## Содержание закона
Основные положения Акта Гласса — Стиголла включали в себя следующее:
- запрет коммерческим банкам заниматься операциями с ценными бумагами, за исключением операций, в результате которых активы трансформируются в ценные бумаги, но держатель такой ценной бумаги обладает такими же правами в отношении активов, что и до трансформации;
- запрет на создание филиалов банков, осуществляющих операции с ценными бумагами;
- запрет компаниям, осуществляющим операции на рынке ценных бумаг, осуществлять традиционные виды банковских операций;
- запрет должностным лицам инвестиционных компаний одновременно занимать должности в коммерческих банках;
- создание Федеральной корпорации по страхованию депозитов (Federal Deposit Insurance Corporation);
- обязательное страхование банковских депозитов в сумме до 5000 долларов;
- включение новых групп банков в состав Федеральной резервной системы.

## Причины принятия закона
Принятие Закона Гласса—Стиголла стало реакцией властей США на финансовый кризис, начавшийся осенью 1929 года и в первую очередь затронувший фондовый рынок. Так как активными участниками операций на фондовом рынке были коммерческие банки, использовавшие денежные средства клиентов для приобретения ценных бумаг, обвал фондового рынка привёл к банкротству множества банков. Ответной реакцией законодателя США стал Банковский закон 1933 года, принятый во время «банковских каникул», введённых Чрезвычайным законом о банках (Emergency Banking Relief Act). Закон Гласса—Стиголла установил запрет коммерческим банкам участвовать в операциях на рынке ценных бумаг, тем самым разделив понятия коммерческий и инвестиционный банк. Данный закон оказал существенное влияние на развитие банковского законодательства зарубежных стран.

## Отмена ограничений, введённых законом
Ограничения, установленные законом, были отменены в 1999 году Законом Грэмма — Лича — Блайли. Однако мировая экономическая рецессия, начавшаяся в 2007 году, по мнению многих, именно в результате отмены Закона Гласса — Стиголла, привела к попыткам возврата к его положениям. 12 апреля 2011 года конгрессмен-демократ от штата Огайо Марси Каптур повторно внесла на рассмотрение Палаты представителей США законопроект о восстановлении закона Гласса—Стиголла под названием H.R. 1489 — предложение «отозвать некоторые положения Закона Грэмма — Лича — Блайли и восстановить разделение между коммерческой банковской деятельностью и операциями с ценными бумагами, как это было предусмотрено Законом о банках 1933 года, получившем название закона Гласса—Стиголла, а также в других целях» (Более лаконичное название законопроекта: «Возврат к благоразумному подходу к банковской деятельности (2011 года)»). Законопроект был передан в Комитет Палаты представителей по финансовым услугам. Соавторами законопроекта являются конгрессмен-республиканец от штата Северная Каролина Уолтер Джонс-младший и конгрессмен-демократ от штата Вирджиния Джеймс Моран. Раздел 2 законопроекта устанавливает: «Восстанавливается разделение между коммерческими банками и операциями с ценными бумагами».